# Emil Škoda
Emil Škoda (Cheb, 19 novembre 1839 – Selzthal, 8 agosto 1900) è stato un imprenditore boemo.
L'ingegnere Emil Ritter von Škoda nel 1869 rilevò la concessione di una modesta fabbrica di macchinari di Plzeň, facendola divenire in breve tempo la celeberrima industria Škoda.

## Biografia

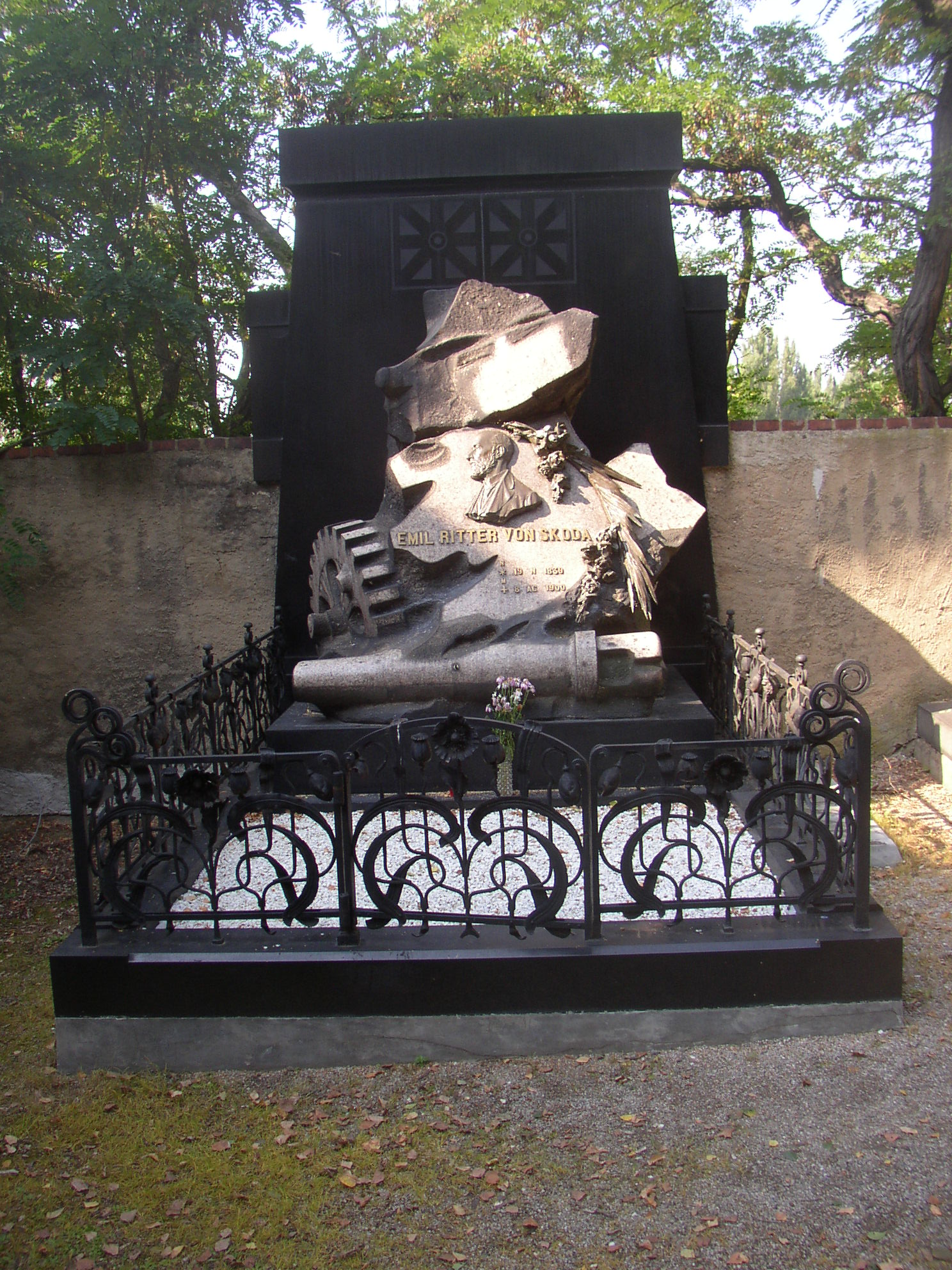
Tomba di Emil Škoda a Pilsen

Emil Škoda fu il figlio del medico Franz Ritter von Skoda e della moglie di seconde nozze Johanna-Margarethe Rziha. Studiò costruzioni di macchine alla Tschechische Technische Universität Prag e al Karlsruher Institut für Technologie così come all'Università di Stoccarda e alla Universität Magdeburg. Fece praticantato in Francia, Germania, Inghilterra e USA. Nel 1866 guidò come ingegnere capo l'azienda di Ernst Graf Waldstein-Wartenberg presso Plzeň.
Il 12 luglio 1869 comprò la fabbrica con 33 dipendenti e la trasformò col tempo in una realtà di 4.000 maestranze che produceva all'inizio macchine per l'industria dello zucchero, distillerie, impiantistica e più tardi materiale per artiglieria. Durante la crisi degli anni '70 del XIX secolo, aprì attività in Ungheria, così come nei Balcani e nell'impero russo. A Kiev aprì un ufficio di rappresentanza. Nel 1899 divenne presidente e segretario generale della nuova società azionaria, fino al decesso avvenuto l'8 agosto 1900 nelle vicinanze di Selzthal (Obersteiermark) durante un viaggio in treno verso Kurort Bad Gastein. Gli succedette il figlio Karl Freiherr von Škoda.
Emil Škoda non fu soltanto un eminente tecnico e responsabile della produzione, ma anche un buon commerciante. Aveva una sensibilità per i nuovi sviluppi, ma anche un fiuto per i settori problematici. La sua impresa accettava ordinativi tecnici particolarmente difficili per le condizioni dell'epoca e ne trovava le soluzioni, il che gli fruttò ordinativi militari per materiale bellico. Tra i suoi meriti rientra anche l'ulteriore sviluppo della costruzione di macchine utensili in Boemia. Fu membro permanente della casa padronale austriaca, membro del Parlamento regionale boemo e di una serie di associazioni industriali e di istituzioni.
Alla memoria di Emil von Škoda è intitolato un concorso, bandito dalla Škoda Holding. Il premio, con una dotazione fino a 80.000 corone, è assegnato su domanda per tesi di diploma o dottorato tecnici. Anche il nome della casa automobilistica Škoda Auto è intitolata a Emil von Škoda.